# 埃爾莫爾縣 (愛達荷州)
埃爾莫爾縣（英語：Elmore County）是美国爱达荷州西部的一個郡，面積8,030平方公里。根據2020年美國人口普查，共有人口28,666人。縣治芒廷霍姆（Mountain Home）。該縣成立於1889年2月7日，縣名來自一個名為Ida Elmore的礦坑，是1860年代當地最大的金、銀礦。